# مقالات شمس تبریزی
مقالات شمس تبریزی، مجموعه‌ای از سخنان و حکایات نغز و دلپذیر است که در دوران اقامت شمس تبریزی در قونیه (از سال ۶۴۲ تا ۶۴۳ و پس از غیبتی کوتاه از سال ۶۴۴ تا ۶۴۵ قمری) بر زبان وی جاری شده، و پس از او توسط مریدان مولانا جلال‌الدین محمد بلخی به‌صورت یادداشت‌هایی پراکنده جمع‌آوری گردیده‌است. از گسیختگی و بریدگی عبارات و مطالب پیداست که این کتاب را شمس‌الدین خود تألیف نکرده بلکه همان یادداشت‌های روزانهٔ مریدان است که با کمال بی‌ترتیبی فراهم نموده‌اند.
به نوشتهٔ بدیع‌الزمان فروزانفر: «میان مقالات شمس با مثنوی مولوی ارتباطی قوی موجود است و مولانا بسیاری از امثال و قصص و مطالب مقالات را در مثنوی خود مندرج ساخته‌است.» محمد علی موحد مصحح مقالات شمس نیز در پژوهش‌های خویش نظر فروزانفر را تأیید نموده‌است. شایان ذکر است بیشتر اهل ادب شمس پژوهی را به دو دوره قبل و بعد از انتشار تصحیح مقالات شمس توسط محمد علی موحد تقسیم می‌کنند و بدین شکل بر جایگاه بی‌بدیل موحد در شمس پژوهی تأکید می‌ورزند
محمد خدادادی کتابی با عنوان «بازتاب اندیشه‌های شمس تبریزی در مثنوی مولوی» نگاشته‌است  و نتیجه گرفته‌ که بسیاری از گفته‌ها و اندیشه‌های مولوی در مثنوی معنوی، انعکاس سخنان و اندیشه‌های شمس تبریزی در مقالات اوست.
شمس خود ننوشتن خویش را این گونه توضیح داده‌است: «من عادت نبشتن نداشته‌ام هرگز؛ سخن را چون نمی‌نویسم در من می‌ماند و هر لحظه مرا روی دگر می‌دهد.»
مطالب موجود در مقالات شمس را می‌توان به چند بخش تقسیم نمود:
- شخصیت و زندگی و خانواده شمس
- رابطه شمس با مولانا
- قصه‌ها و حکایات
- یادکرد بزرگان
- آموزه‌ها

شمس در ضمن سخنان خود، اشارات جالب توجهی دربارهٔ عارفان بزرگ معاصر و پیش از خود همچون بایزید بسطامی، جنید، شبلی، منصور حلاج، ابن عربی، شیخ اشراق، بهاءولد، اوحدالدین کرمانی و … و حتی خود مولانا داشته‌است که از جنبه‌های مختلف دارای اهمیت هستند.

## تاریخچهٔ تصحیح‌ مقالات شمس تبریزی
- تصحیح مقالات شمس تبریزی- احمد خوشنویس (عماد) - 1349
- تصحیح مقالات شمس تبریزی- محمدعلی موحد- 1369
- تصحیح مقالات شمس تبریزی- احسان اشرفی و مجید جمال‌پور- 1400

## بخش‌هایی از کتاب
- آینه هیچ میل نکند، اگر صد سجودش کنی که این یک عیب در رویِ وی هست، از او پنهان‌دار که او دوست من است، او به زبان حال می‌گوید که البته ممکن نباشد.[۶]
- لاشک با هر چه نشینی و با هر چه باشی، خوی او گیری.[۷]
- بعضی کاتب وحی‌اند، و بعضی محل وحی‌اند. جهد کن تا هردو باشی، هم محل وحی باشی، هم کاتبِ وحیِ خود باشی.[۸]
- گفتند: ما را تفسیر قرآن بساز. گفتم: تفسیر ما چنان است که می‌دانید. نی از محمد! و نی از خدا! این «من» نیز منکر می‌شود مرا. می‌گویمش: چون منکری، رها کن، برو. ما را چه صداع (دردسر) می‌دهی؟ می‌گوید: نی. نروم!  سخن من فهم نمی‌کند. چنان‌که آن خطاط سه گونه خط نوشتی:  یکی او خواندی، لا غیر … یکی را هم او خواندی هم غیر او … یکی نه او خواندی نه غیر او.  آن خط سوم منم که سخن گویم. نه من دانم، نه غیر من.
- راست نتوانم گفتن؛ که من راستی آغاز کردم، مرا بیرون کردند. اگر تمام راست گفتمی، به یکبار همه شهر مرا بیرون کردندی.
- چون به سوی کعبه نماز می‌باید کرد، فرض کن آفاق عالم جمله جمع شدند گرد کعبه حلقه کردند و سجود کردند. چون کعبه را از میان حلقه بگیری، نه سجود هر یکی سوی همدگر باشد؟ دل خود را سجود کرده‌اند.
- زبان پارسی را چه شده‌است؟  بدین لطیفی و خوبی، که آن معانی و لطافت که در زبان پارسی آمده‌است و در تازی نیامده است.